# 탑골공원
탑골공원(塔-公園)은 대한민국 서울특별시 종로구 종로2가에 있는 공원이다. 원래는 파고다 공원으로 불렸으며 면적은 15,051 m²이다. 수도권 전철 1, 3, 5호선이 만나는 종로3가역과 수도권 전철  1호선 종각역이 가깝고 근처에는 낙원악기상가가 위치해있다. 서울에 마련된 최초의 공원으로서 역사적 가치가 높다.
사적 제354호로 지정되어 있는 탑골공원은 국내 최초의 도심 내 공원으로 1919년 일제에 항거하는 3·1운동이 일어났던 곳이다. 1919년 3월 1일 민족대표 33인의 이름으로 독립선언서가 낭독되었는데 이곳은 고려시대 흥복사가 있던 자리였는데 탑이 생기면서 탑동(塔洞)으로 불리다가 탑동공원(塔洞公園)·파고다공원이 되었다. 뼈모양의 탑이 있어 탑골(塔骨) 공원으로 불리기도 한다.

## 유래
탑골 공원은 대한제국 고종 때 원각사(圓覺寺) 터에 조성한 한국 최초의 근대식 공원이다. 탑골이라고 불린 것은 최근의 일이고 이전에는 탑이 있는 공원이라고 해서 영어식 발음으로 파고다라고 했다. 일제에 대한 최대 규모의 민족 저항운동이었던 3·1 운동이 이 곳에서 시작되었다. 원각사지 10층 석탑은 현존하는 대한민국 국보지정 석탑 가운데 가장 후대에 속하는 것으로 그 형태와 평면이 특수하며, 모두 대리석으로 만들어졌다. 또한 수법이 세련되고 화려해 조선시대 석탑 중 가장 우수한 작품으로 손꼽힌다. 21세기 들어서는 노인들의 휴식처로도 알려지게 되었다.

## 역사
고려시대 이곳에 흥복사(興福寺)라는 사찰이 있었던 곳으로 이 흥복사는 조선 태조 때 조계종의 본사였다. 1464년(세조 10) 불교에 대한 신앙심이 깊었던 세조가 원각사(圓覺寺)로 개명하고 중건하였는데, 이 공사를 위하여 동원된 군사는 2,100인이었고, 13인의 부장이 감독으로 임명되었다.

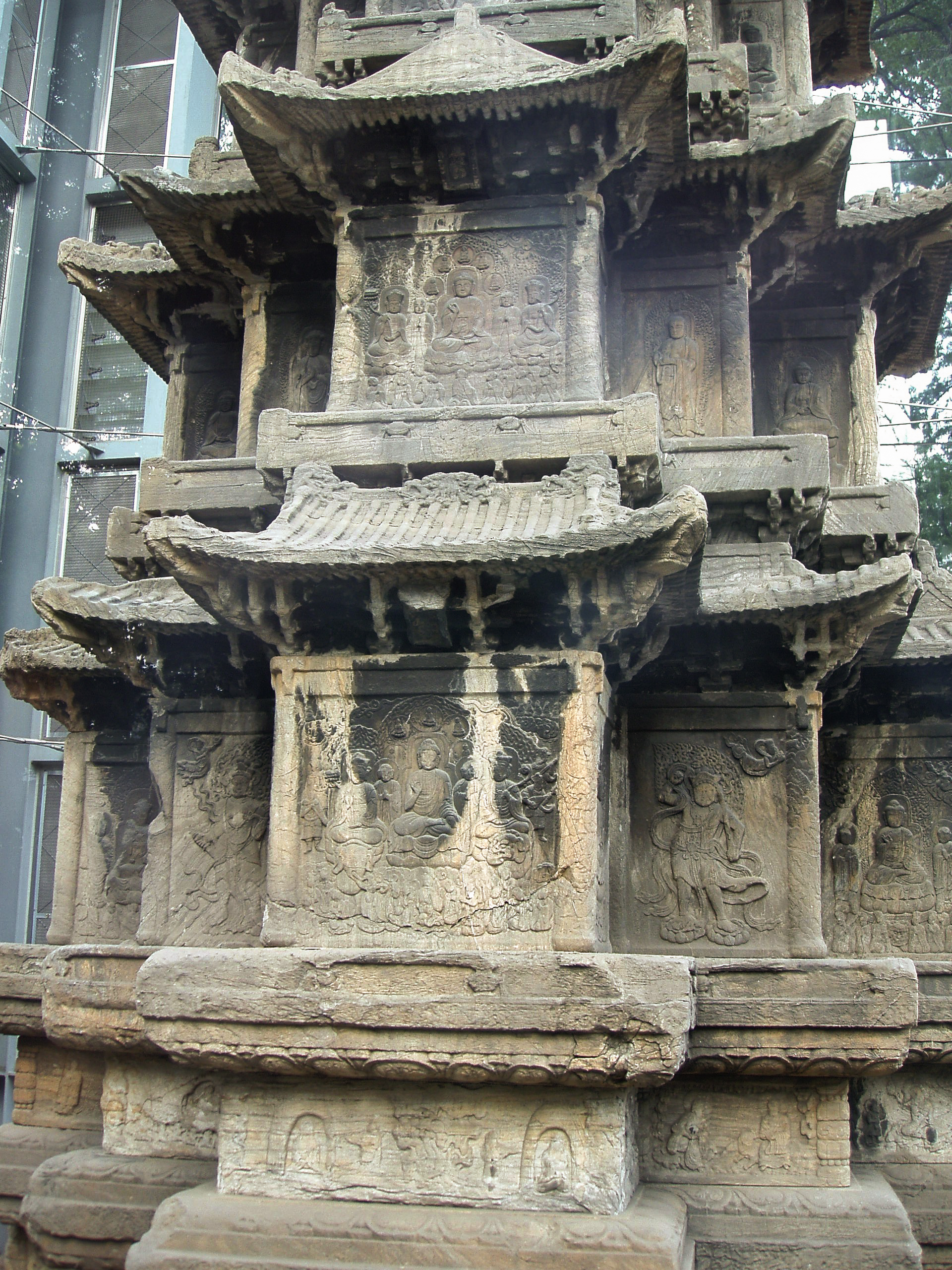
서울 원각사지 십층석탑 (국보 제2호)

근처의 가옥 200여 호를 철거하여 3년 후에 완공된 이 사찰의 규모는 굉장한 것이었고 도성 안 제일의 대가람이었다. 이 절은 당우나 문루의 규모도 대단한 것이었지만, 특히 전국에서 동 5만 근을 모아 주조한 대종과 1468년에 완성하여 그 안에 석가여래의 분신사리와 새로 번역한 원각경을 안치하였다는 10층석탑이 있었다.
비교적 숭불정책이 시행되던 것이 성종 때 들어와서는 철저한 억불정책으로 바뀌었고, 그것은 연산군대에 들어가서는 더욱 가혹하여졌다. 원각사를 철거하자는 논의는 1504년(연산군 10)에 시작되었지만 당장에는 철거하지 않았고, 그 대신 기생과 악사를 관리하는 장악원(掌樂院)을 이 자리에 옮겨 전국에서 뽑아 올린 기생 1,200여 인과 악사 1,000인, 감독 40인이 기거하는 연산군의 기생방이 되었으며, 그 이름도 연방원(聯芳院)으로 바뀌었다.
연산군이 실각한 뒤 이 건물은 잠시 한성부 청사의 일부로 사용되기도 하였다. 그러나 1514년(중종 9) 호조에서 원각사의 재목을 헐어 여러 공용건물의 영선에 쓸 것을 계청하자 왕이 이를 허락한 뒤 얼마 안 가서 이 사찰건물은 그 자취를 감추어 버렸고, 비와 10층석탑만 남아 있다.
고종의 명을 받은 영국인 브라운이 조선 고종 34년인 1897년 서양식 공원으로 만들어서 1920년 대중에게 개방하였다.
브라운은 1893년 조선에 입국하여 총세무사, 도지부 고문으로 일하면서 조선 정부의 재정과 관련한 일에 적잖은 영향을 끼쳤다. 그러다가 폐허로 변한 원각사지를 공원으로 바꾸자고 건의하여 허락을 받았다. 이는 김홍집 내각 때부터 서울의 환경을 개선하려는 노력이 있었고, 고종이 아관파천을 한 뒤에 경운궁 중심의 도시 정비를 바랐기 때문이다. 아울러 서울 시민이 가장 모이기 쉬운 곳으로서 주변에 장시가 서고 있었다는 점도 공원 개설에 큰 역할을 하였다. 고종은 공원에서 민의가 수렴되는 등 언론의 장이 되기를 바랐다고 한다.

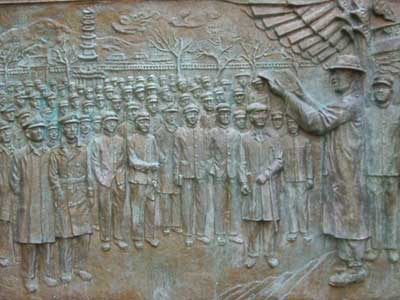
탑골 공원에 있는 3·1 운동 서판

처음에는 파고다 공원이라 이름을 붙였다. 그러나 탑이 있는 그 주변을 탑동 또는 탑골이라고 불렀기 때문에 사람들은 곧잘 탑공원, 탑동공원, 탑골공원으로 불렀다고 한다. 이 공원은 3·1운동의 발상지로 여겨지며, 이곳에서 학생들이 독립선언서를 낭독하고 독립만세를 외쳤다.
1967년에는 상가 건물인 ‘파고다 아케이드’를 공원 둘레에 짓는 것을 포함하는 현대화 계획이 발표되어, 같은해 12월 완료되었다. 1983년 7월 파고다 아케이드의 철거 이후, 그해 말까지 재정비사업이 진행되었다. 1991년 10월 25일 사적 제354호로 지정되었고, 1992년 5월 28일 탑골 공원으로 이름이 바뀌었다.
또한 공원 내에는 원각사지 십층석탑(국보 제2호), 대원각사비(보물 제3호), 독립운동 봉화에 불을 당겼던 탑골 공원 팔각정(서울 시도유형문화재 제73호) 등이 문화재로 지정되어 있고, 3·1운동 기념탑, 3·1운동 벽화, 의암 손병희 선생 동상, 한용운 선생 기념비 등이 있다.

## 같이 보기
- 서울 원각사지 십층석탑 - 국보 제2호
- 서울 원각사지 대원각사비 - 보물 제3호
- 탑골공원 팔각정 - 서울특별시 유형문화재 제73호
- 구 탑골공원 정문 - 서울 종로구 연건동에 있는 서울대학교 사범대학 부설초등학교의 정문 (서울특별시 문화재자료 제68호)

## 참조 문헌
- 『서울육백년사』 (서울특별시사편찬위원회, 1981년)
- 『한국개항기도시사회경제사연구』(손정목 저, 일지사, 1982년)